# Valor primário
Em arquivística o valor primário dos documentos define-se, segundo Rousseau e Couture (1998, p. 117-118), como sendo a qualidade de um documento baseado nas utilizações imediatas e administrativas que lhe deram os seus criadores, por outras palavras, nas razões para as quais o documento foi criado. A noção de valor primário está diretamente ligada à razão de ser de documentos e recobre exatamente a utilização dos documentos para fins administrativos.